# Coustellet
Koordinaten: 43° 52′ N, 5° 9′ O
Coustellet ist ein Dorf in der Provence in Frankreich. Es gehört zur Gemeinde Maubec im Département Vaucluse in der Region Provence-Alpes-Côte d’Azur.

## Geografie
Coustellet liegt am Fuß des Luberon, im Calavontal, etwa 10 km südwestlich der Gemeinde Gordes, im Zentrum des Regionalen Naturparks Luberon.

## Geschichte
Bei archäologischen Ausgrabungen wurden in Coustellet Gräber, Töpferware und Feuersteine gefunden, die eine Besiedelung des Gebietes in prähistorischer Zeit belegen.

## Sehenswürdigkeiten
- Von April bis November jeden Sonntag und im Juli und August auch jeden Mittwochabend findet in Coustellet der Marché Paysan, ein Bauernmarkt mit Produkten aus der Region statt.
- An Ostern lockt ein Trödelmarkt Besucher der Umgebung nach Coustellet.
- Das 1991 gegründete Musée de la Lavande (Lavendel-Museum) zeigt die Bedeutung des Lavendels in der Kulturgeschichte des Provence.

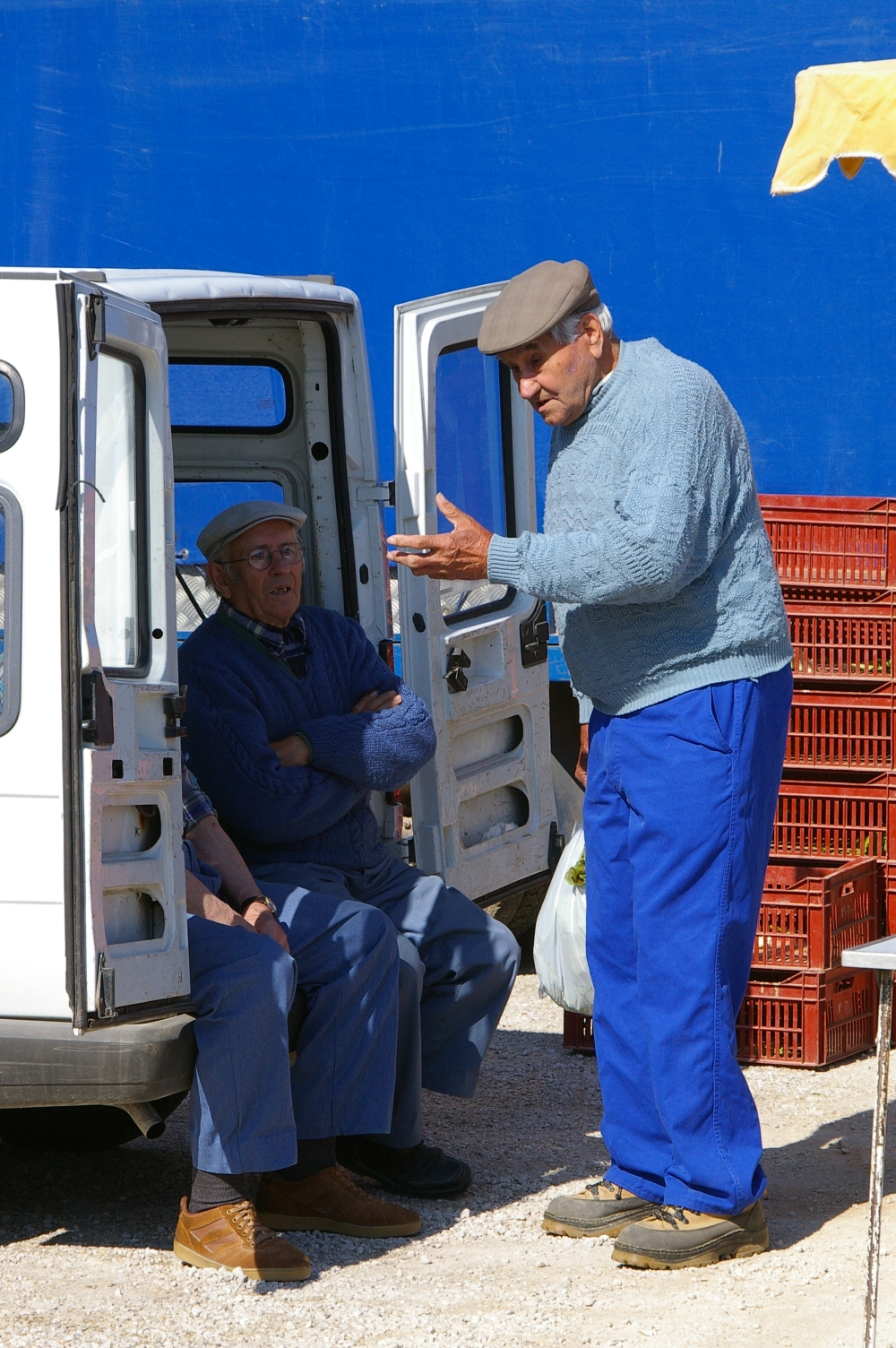
Marktszene in Coustellet
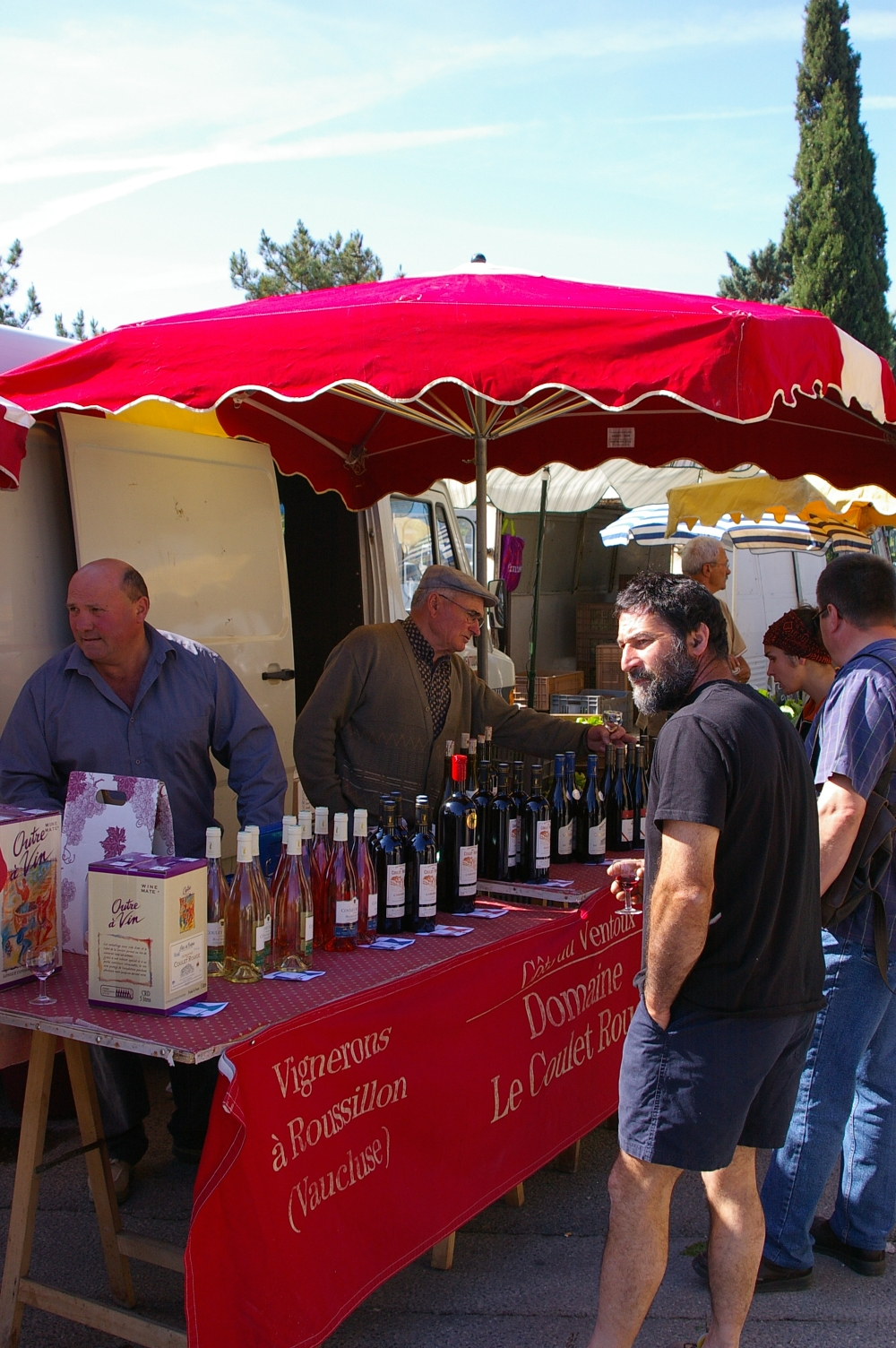
Marktszene in Coustellet
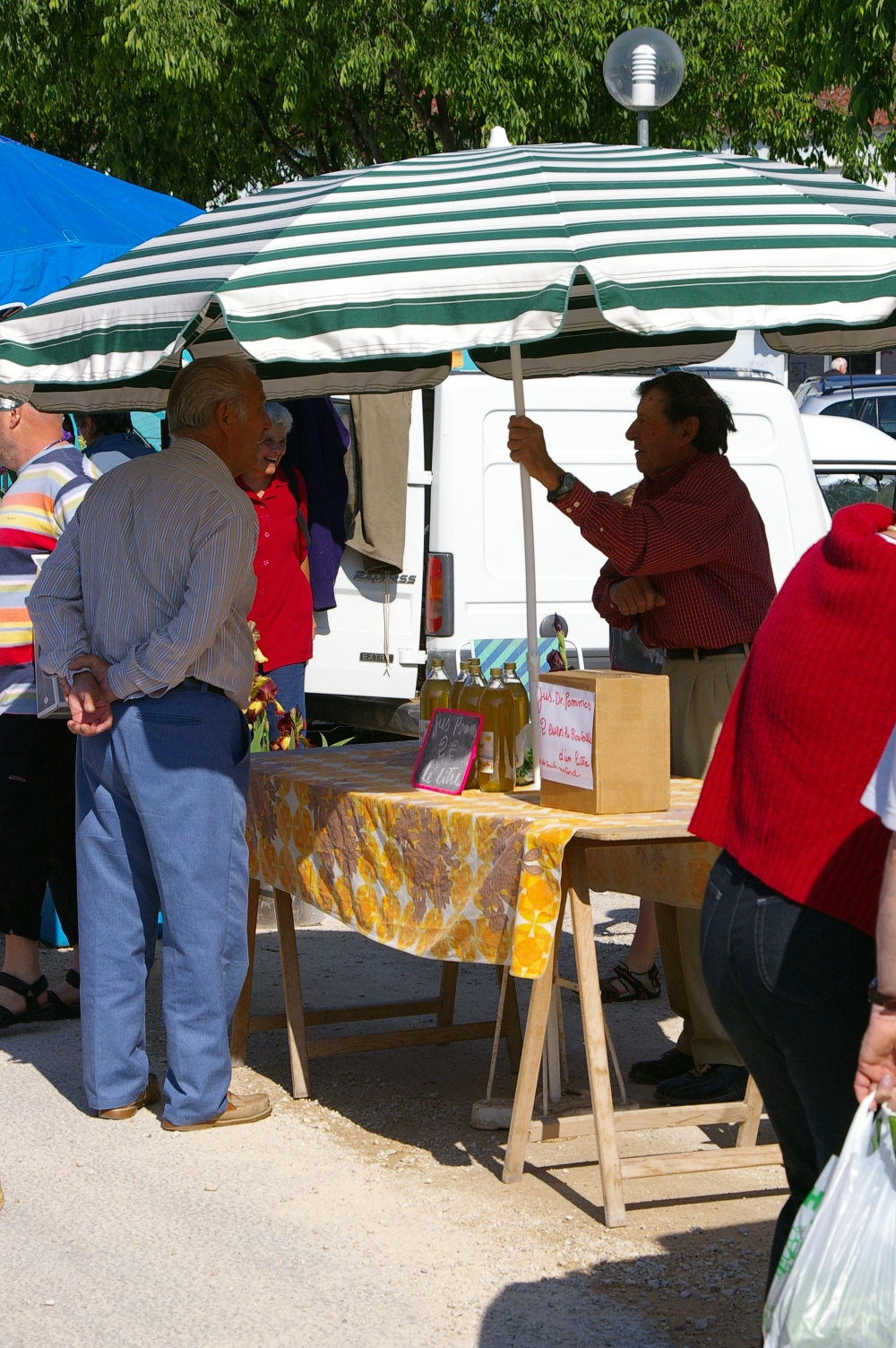
Marktszene in Coustellet